# Населення Коморських Островів
Населення Коморських Островів. Чисельність населення країни 2015 року становила 780,9 тис. осіб (164-те місце у світі). Чисельність остров'ян стабільно збільшується, народжуваність 2015 року становила 27,84 ‰ (45-те місце у світі), смертність — 7,57 ‰ (111-те місце у світі), природний приріст — 1,77 % (67-ме місце у світі) . 

## Природний рух

### Відтворення
Народжуваність в Коморських Островах, станом на 2015 рік, дорівнює 27,84 ‰ (45-те місце у світі). Коефіцієнт потенційної народжуваності 2015 року становив 3,6 дитини на одну жінку (43-тє місце у світі). Рівень застосування контрацепції 19,4 % (станом на 2012 рік). Середній вік матері при народженні першої дитини становив 24,6 року, медіанний вік для жінок — 25—29 років (оцінка на 2012 рік).
Смертність в Коморських Островах 2015 року становила 7,57 ‰ (111-те місце у світі).
Природний приріст населення в країні 2015 року становив 1,77 % (67-ме місце у світі).

### Вікова структура

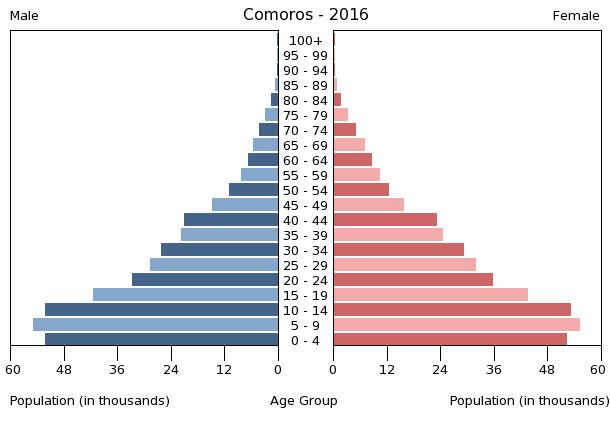
Віково-статева піраміда населення Коморських Островів, 2016 рік

Середній вік населення Коморських Островів становить 19,6 року (197-ме місце у світі): для чоловіків — 19, для жінок — 20,2 року. Очікувана середня тривалість життя 2015 року становила 63,85 року (182-ге місце у світі), для чоловіків — 61,57 року, для жінок — 66,19 року.
Вікова структура населення Коморських Островів, станом на 2015 рік, мала такий вигляд:
- діти віком до 14 років — 40,77 % (158 654 чоловіки, 159 721 жінка);
- молодь віком 15—24 роки — 18,98 % (71 694 чоловіки, 76 500 жінок);
- дорослі віком 25—54 роки — 32,25 % (119 595 чоловіків, 132 299 жінок);
- особи передпохилого віку (55—64 роки) — 4,17 % (14 414 чоловіків, 18 135 жінок);
- особи похилого віку (65 років і старіші) — 3,84 % (14 018 чоловіків, 15 940 жінок)[1].

### Шлюбність— розлучуваність
Середній вік, коли чоловіки беруть перший шлюб, дорівнює 25,6 року, жінки — 20,4 року, загалом — 23 роки (дані за 1996 рік).

## Розселення
Густота населення країни 2015 року становила 423,7 особи/км² (29-те місце у світі).

### Урбанізація
Коморські Острови середньоурбанізована країна. Рівень урбанізованості становить 28,3 % населення країни (станом на 2015 рік), темпи зростання частки міського населення — 2,67 % (оцінка тренду за 2010—2015 роки).
Головні міста держави: Мороні (столиця) — 56,0 тис. осіб (дані за 2014 рік).

### Міграції
Річний рівень еміграції 2015 року становив 2,53 ‰ (175-те місце у світі). Цей показник не враховує різниці між законними і незаконними мігрантами, між біженцями, трудовими мігрантами та іншими.
Коморські Острови є членом Міжнародної організації з міграції (IOM).

## Расово-етнічний склад
| Етнічний склад (2015 рік) | Етнічний склад (2015 рік) | Етнічний склад (2015 рік) | Етнічний склад (2015 рік) | Етнічний склад (2015 рік) |
| ------------------------- | ------------------------- | ------------------------- | ------------------------- | ------------------------- |
| Етнос:                    |                           |                           | Відсоток:                 |                           |
| анталоте                  | анталоте                  |                           | %                         | %                         |
| кафре                     | кафре                     |                           | %                         | %                         |
| макоа                     | макоа                     |                           | %                         | %                         |
| ойматсаха                 | ойматсаха                 |                           | %                         | %                         |
| сакалава                  | сакалава                  |                           | %                         | %                         |

Головні етноси країни: анталоте, кафре, макоа, ойматсаха, сакалава.

## Мови
| Мови Коморів (2015 рік) | Мови Коморів (2015 рік) | Мови Коморів (2015 рік) | Мови Коморів (2015 рік) | Мови Коморів (2015 рік) |
| ----------------------- | ----------------------- | ----------------------- | ----------------------- | ----------------------- |
| Мова:                   |                         |                         | Відсоток:               |                         |
| арабська                | арабська                |                         | %                       | %                       |
| французька              | французька              |                         | %                       | %                       |
| коморська               | коморська               |                         | %                       | %                       |

Офіційні мови: арабська, французька і коморська (шикоморо), суміш суахілі й арабської.

## Релігії
| Релігії Коморів (2009 рік) | Релігії Коморів (2009 рік) | Релігії Коморів (2009 рік) | Релігії Коморів (2009 рік) | Релігії Коморів (2009 рік) |
| -------------------------- | -------------------------- | -------------------------- | -------------------------- | -------------------------- |
| Віросповідання:            |                            |                            | Відсоток:                  |                            |
| мусульмани                 | мусульмани                 |                            | 98%                        | 98%                        |
| католики                   | католики                   |                            | 2%                         | 2%                         |

Головні релігії й вірування, які сповідує, і конфесії та церковні організації, до яких відносить себе населення країни: іслам (сунізм як державна релігія) — 98 %, римо-католицтво — 2 %.

## Освіта
Рівень письменності 2015 року становив 77,8 % дорослого населення (віком від 15 років): 81,8 % — серед чоловіків, 73,7 % — серед жінок.
Державні витрати на освіту становлять 5,1 % ВВП країни, станом на 2012 рік (15-те місце у світі). Середня тривалість освіти становить 11 років, для хлопців — до 11 років, для дівчат — до 11 років (станом на 2013 рік).

## Охорона здоров'я
Забезпеченість лікарняними ліжками в стаціонарах — 2,2 ліжка на 1000 мешканців (станом на 2006 рік). Загальні витрати на охорону здоров'я 2014 року становили 6,7 % ВВП країни (153-тє місце у світі).
Смертність немовлят до 1 року, станом на 2015 рік, становила 63,55 ‰ (19-те місце у світі); хлопчиків — 74,18 ‰, дівчаток — 52,6 ‰. Рівень материнської смертності 2015 року становив 335 випадків на 100 тис. народжень (42-ге місце у світі).
Коморські Острови входить до складу ряду міжнародних організацій: Міжнародного руху (ICRM) і Міжнародної федерації товариств Червоного Хреста і Червоного Півмісяця (IFRCS), Дитячого фонду ООН (UNISEF), Всесвітньої організації охорони здоров'я (WHO).

### Захворювання
Кількість хворих на СНІД невідома, дані про відсоток інфікованого населення в репродуктивному віці 15—49 років відсутні. Дані про кількість смертей від цієї хвороби за 2014 рік відсутні.
Частка дорослого населення з високим індексом маси тіла 2014 року становила 5,8 % (164-те місце у світі); частка дітей віком до 5 років зі зниженою масою тіла становила 16,9 % (оцінка на 2012 рік). Ця статистика показує як власне стан харчування, так і наявну/гіпотетичну поширеність різних захворювань.

### Санітарія
Доступ до облаштованих джерел питної води 2015 року мало 92,6 % населення в містах і 89,1 % в сільській місцевості; загалом 90,1 % населення країни. Відсоток забезпеченості населення доступом до облаштованого водовідведення (каналізація, септик): у містах — 48,3 %, у сільській місцевості — 30,9 %, загалом по країні — 35,8 % (станом на 2015 рік). Споживання прісної води, станом на 1999 рік, дорівнює 0,01 км³ на рік, або 16,86 тонни на одного мешканця на рік: з яких 48 % припадає на побутові, 5 % — на промислові, 47 % — на сільськогосподарські потреби.

## Соціально-економічне становище
Співвідношення осіб, що в економічному плані залежать від інших, до осіб працездатного віку (15—64 роки) загалом становить 75,6 % (станом на 2015 рік): частка дітей — 70,7 %; частка осіб похилого віку — 4,9 %, або 20,4 потенційно працездатного на 1 пенсіонера. Загалом ці показники характеризують рівень потреби державної допомоги в секторах освіти, охорони здоров'я і пенсійного забезпечення, відповідно. За межею бідності 2004 року перебувало 44,8 % населення країни. Розподіл доходів домогосподарств у країні має такий вигляд: нижній дециль — 0,9 %, верхній дециль — 55,2 % (станом на 2004 рік).
Станом на 2013 рік, в країні 200 тис. осіб не має доступу до електромереж; 69 % населення має доступ, у містах цей показник дорівнює 89 %, у сільській місцевості — 62 %. Рівень проникнення інтернет-технологій надзвичайно низький. Станом на липень 2015 року в країні налічувалось 58 тис. унікальних інтернет-користувачів (182-ге місце у світі), що становило 7,5 % загальної кількості населення країни.

### Трудові ресурси
Загальні трудові ресурси 2012 року становили 245,2 тис. осіб (168-ме місце у світі). Зайнятість економічно активного населення у господарстві країни розподіляється таким чином: аграрне, лісове і рибне господарства — 80 %; промисловість, будівництво і сфера послуг — 20 % (станом на 1996 рік). Безробіття 2014 року дорівнювало 6,5 % працездатного населення (76-те місце у світі);

## Кримінал

### Торгівля людьми
Згідно зі щорічною доповіддю про торгівлю людьми (англ. Trafficking in Persons Report) Управління з моніторингу та боротьби з торгівлею людьми Державного департаменту США, уряд Коморських Островів докладає значних зусиль у боротьбі з явищем примусової праці, сексуальної експлуатації, незаконною торгівлею внутрішніми органами, але не повною мірою, країна перебуває у списку спостереження другого рівня.

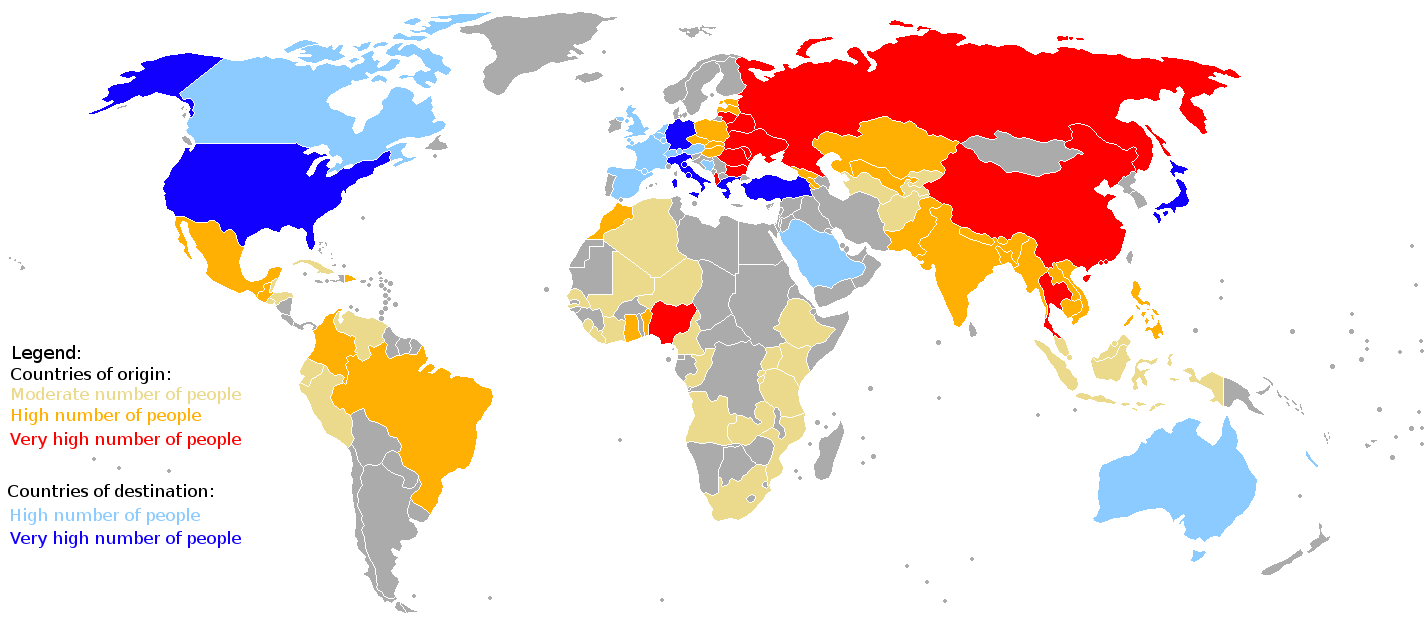
Країни-донори (червоний) і країни-реципієнти кримінальних потоків  (англ.)
Глобальна боротьба з торгівлею людьми (англ.)

## Гендерний стан
Статеве співвідношення (оцінка 2015 року):
- при народженні — 1,03 особи чоловічої статі на 1 особу жіночої;
- у віці до 14 років — 0,99 особи чоловічої статі на 1 особу жіночої;
- у віці 15—24 років — 0,94 особи чоловічої статі на 1 особу жіночої;
- у віці 25—54 років — 0,9 особи чоловічої статі на 1 особу жіночої;
- у віці 55—64 років — 0,8 особи чоловічої статі на 1 особу жіночої;
- у віці за 64 роки — 0,88 особи чоловічої статі на 1 особу жіночої;
- загалом — 0,94 особи чоловічої статі на 1 особу жіночої[1].

## Демографічні дослідження
Демографічні дослідження у країні ведуться рядом державних і наукових установ:

### Українською
- Атлас. 10—11 клас. Економічна і соціальна географія світу / упорядники :  О. Я. Скуратович, Н. І. Чанцева. — К. : ДНВП «Картографія», 2010. — ISBN 978-966-475-639-3.
- Атлас світу / голов. ред. І. С. Руденко ; зав. ред. В. В. Радченко ; відп. ред. О. В. Вакуленко. — К. : ДНВП «Картографія», 2005. — 336 с. — ISBN 9666315467.
- Безуглий В. В. Економічна і соціальна географія зарубіжних країн : Навчальний посібник. — К. : ВЦ «Академія», 2007. — 704 с. — ISBN 978-966-580-239-6.
- Безуглий В. В., Козинець С. В. Регіональна економічна і соціальна географія світу : Навчальний посібник. — видання 2-ге, доп., перероб. — К. : ВЦ «Академія», 2007. — 688 с. — ISBN 966-580-144-9.
- Головченко В. І., Кравчук О. Країнознавство: Азія, Африка, Латинська Америка, Австралія і Океанія. — К., 2006. — 335 с. — ISBN 966-8939-04-2.
- Гудзеляк І. І. Географія населення: Навчальний посібник / І. Гудзеляк. — Л. : Видавничий центр ЛНУ імені Івана Франка, 2008. — 232 с. — ISBN 978-966-613-599-8.
- Дахно І. І. Країни світу: Енциклопедичний довідник / І. І. Дахно, С. М. Тимофієв. — К. : Мапа, 2011. — 606 с. — (Бібліотека нового українця) — ISBN 978-966-8804-23-6.
- Дахно І. І. Економічна географія зарубіжних країн : навчальний посібник. — К. : Центр учбової літератури, 2014. — 319 с. — ISBN 978-611-01-0682-5.
- Джаман В. О. Регіональні системи розселення: демографічні аспекти. — Чернівці : Рута, 2003. — 392 с. — ISBN 9665685988.
- Дорошенко Л. С. Демографія: Навчальний посібник. — К. : МАУП, 2005. — 112 с. — ISBN 966-608-442-2.
- Дубович І. А. Країнознавчий словник-довідник. — 5-те вид., перероб. і доп. — К. : Знання, 2008. — 839 с. — ISBN 978-966-346-330-8.
- Економічна і соціальна географія країн світу. Навчальний посібник / За ред. Кузика С. П. — Л. : Світ, 2002. — 672 с. — ISBN 966-603-178-7.
- Загальна медична географія світу / В. О. Шевченко [та ін.] — К. : [б.в.], 1998. — 178 с.
- Книш М. М., Мамчур О. І. Регіональна економічна і соціальна географія світу (Латинська Америка та Карибські країни, Африка, Азія, Океанія) : навч. посіб. — Л. : ЛНУ ім. Івана Франка, 2013. — 368 с. — ISBN 978-617-10-0007-0.
- Крисаченко В. С. Динаміка населення: Популяційні, етнічні та глобальні виміри. — К. : Видавництво Національного інституту стратегічних досліджень, 2005. — 368 с. — ISBN 966-554-083-1.
- Любіцева О. О., Мезенцев К. В., Павлов С. В. Географія релігій. — К. : АртЕК, 1999. — 504 с. — ISBN 966-505-006-0.
- Масляк П. О. Країнознавство. — К. : Знання, 2007. — 292 с. — (Вища освіта XXI століття)
- Масляк П. О., Дахно І. І. Економічна і соціальна географія світу / П. О. Масляк, І. І. Дахно ; за ред. П. О. Масляка. — К. : Вежа, 2003. — 280 с. — ISBN 966-7091-53-8.

### Російською
- (рос.) Коморские Острова // Демографический энциклопедический словарь / главн. ред. Валентей Д. И. — М. : Советская энциклопедия, 1985. — 608 с.
- (рос.) Коморские Острова // Африка: энциклопедический справочник [в 2-х тт.] / гл. ред. А. Громыко. — М. : Советская энциклопедия, 1986. — Т. 1. — 672 с.
- (рос.) Коморские Острова // Страны и народы. Африка. Восточная и Южная Африка / Редкол. : М. Б. Горнунг, Г. Б. Старушенко (отв. ред.) и др. — М. : «Мысль», 1981. — 269 с. — (Страны и народы) — 180 тис. прим.
- (рос.) Атлас народов мира / Отв. ред. С. И. Брук и В. С. Апенченко. — М. : ГУГК ГГК СССР и Институт этнографии им. Н. Н. Миклухо-Маклая АН СССР, 1964. — 185 с. — 20 тис. прим.
- (рос.) Численность и расселение народов мира. Этнографические очерки / под ред. С. И. Брука. — М. : Издательство АН СССР, 1962. — 487 с.
- (рос.) Лаппо Г. М. География городов: Учебное пособие для географических факультетов вузов. — М. : Туманит, изд. центр ВЛАДОС, 1997. — 476 с. — ISBN 5-691-00047-0.
- (рос.) Ягельский А. География населения. — М. : Прогресс, 1980. — 383 с.